# Les Joies du sexe
Les Joies du sexe (titre original anglais : The Joy of Sex) est un manuel de sexualité illustré publié en 1972 par l'écrivain britannique Alex Comfort. Une édition mise à jour est parue en septembre 2008.

## Description
L'intention initiale était d'utiliser la même approche que celle de manuels de cuisine tels que The Joy of Cooking, dont il parodie le titre et les en-tête de sections, comme « entrées » et « plat principal ». Le livre décrit des pratiques sexuelles comme la sexualité orale, illustre la variété des positions sexuelles, et porte à l'attention du grand public des pratiques moins courantes, comme le bondage et l'échangisme.
La version originale est illustrée avec des estampes érotiques japonaises et indiennes, des dessins en noir et blanc de Chris Foss et des aquarelles de Charles Raymond réalisées spécialement pour le livre, et basées sur des photographies de Raymond et de sa femme, prises par Foss. Les illustrations, comme le texte, sont stimulantes, en contraste avec le style neutre et clinique de livres d'éducation sexuelle antérieurs. 
The Joy of Sex est resté onze semaines en tête de la  New York Times Best Seller list, et plus de soixante-dix semaines dans les cinq premiers de cette liste, entre 1972 et 1974.
Les éditions suivantes sont revenues sur certaines prises de position permissives, en particulier sur l'échangisme, en raison des inquiétudes liées au sida dans les années 80. The Joy of Sex ne s'adressait pas aux pratiques homosexuelles (au-delà de quelques définitions) ni aux activités BDSM en dehors du bondage ; cependant, le livre a joué un rôle non négligeable dans la  révolution sexuelle.

## Controverse
The Joy of Sex a suscité une importante controverse aux États-Unis.  Des groupes religieux ont tenté de le faire interdire dans les bibliothèques publiques.  Ainsi, en mars 2008, la direction de la bibliothèque publique de Nampa décida de retirer le livre de ses rayons, ne le rendant disponible que sur demande écrite.  Cette disposition fut abrogée en septembre 2008, face aux menaces de l’ACLU de porter l’affaire en justice.

## L'édition de 2008
L’éditeur Mitchell Beazley a publié une nouvelle édition en septembre 2008, réécrite par la psychologue Susan Quilliam et  approuvée par Nicholas Comfort, le fils de l’auteur original.
Le texte a été développé pour prendre en compte les apports de la psychologie, ainsi que les changements survenus dans les pratiques sexuelles et sociales depuis 1972, allant du safe sex à l’usage du Viagra. La nouvelle édition présente un meilleur équilibre entre les points de vue masculin et féminin ; elle contient également des photographies et des illustrations entièrement refaites. 
Le style décalé et le message du livre selon lequel le sexe est une chose joyeuse restent néanmoins inchangés ;  Mitchell Beazley a sous-titré The New Joy of Sex  comme étant  « un guide du sexe pour la personne qui réfléchit ». 

## Historique des éditions et ouvrages complémentaires
- The Joy of Sex: A Gourmet Guide to Lovemaking, 1972
- More Joy of Sex: A Lovemaking Companion to The Joy of Sex, 1973 (compléments à l'édition originale)
- The Joy of Sex: A Gourmet Guide to Lovemaking, édition révisée et mise à jour, 1986 (avec des informations sur le sida)
- More Joy of Sex: A Lovemaking Companion to The Joy of Sex, édition révisée et mise à jour, 1987
- The New Joy of Sex: A Gourmet Guide to Lovemaking for the Nineties, 1992 (édition incorporant les résultats récents en sociologie)
- The New Joy of Sex, par Nicholas Comfort et Susan Quilliam, 2008  (ISBN 1845334299 et 9781845334291)